# Fritillaria micrantha
Fritillaria micrantha är en liljeväxtart som beskrevs av Amos Arthur Heller. Fritillaria micrantha ingår i Klockliljesläktet och i familjen liljeväxter. Inga underarter finns listade.